# Elizabeth Hamilton, Condessa de Orkney
Elizabeth Hamilton, Condessa de Orkney, nascida Elizabeth Villiers (1657 – Londres, 19 de abril de 1733) foi uma cortesã inglesa da família Villiers, e uma amante de Guilherme III e II, rei da Inglaterra e Escócia, a partir de 1680 até 1695. Era uma dama de companhia de sua esposa e co-monarca, Rainha Maria II.

## Família
Elizabeth era filha do oficial da marinha Edward Villiers e de Frances Howard, filha de Theophilus Howard, 2.º Conde de Suffolk e Elizabeth Hume. Ela era prima de primeiro grau de Barbara Palmer, 1.ª Duquesa de Cleveland, nascida Barbara Villiers, amante do rei Carlos II de Inglaterra, cujo pai William, era irmão de Edward, pai de Elizabeth.
Além disso, era sobrinha de Anne Villiers, condessa de Morton, madrinha de Henriqueta Ana de Inglaterra.

## Descendência
Em 25 de novembro de 1695, casou-se com George Hamilton, 1.º Conde de Orkney, filho do duque William Hamilton e de Anne Hamilton, 3.ª Duquesa de Hamilton.
Com ele teve três filhos:
- Anne O'Brien, 2.º Condessa de Orkney (1696 - 6 de dezembro de 1756), foi esposa do nobre irlandês William O'Brien, 4.º Conde de Inchiquin, com teve uma filha, Mary O'Brien, 3.º Condessa de Orkeny;
- Frances Lumley-Saunderson, Condessa de Scarbrough (m. 30 de dezembro de 1772), esposa de Tomás Lumley-Saunderson, 3.º Conde de Scarbrough. Deixou descendência;
- Henrietta Boyle, Condessa de Cork, esposa de John Boyle, 5.º Conde de Cork, com quem teve uma filha, Elizabeth.